# Jiří Černý (historik umění)
Jiří Černý (* 13. října 1961, Pelhřimov) je český historik umění, muzejní pracovník a památkář, autor monografií, studií a ilustrací. Ve výtvarné tvorbě používá jméno Jiří Lukáš Černý.

## Život a dílo
V letech 1980–1984 vystudoval Vysokou školu zemědělskou v Brně. Od roku 1984 pracoval v Jihomoravském muzeu ve Znojmě, od r. 1989 v Okresním muzeu v Pelhřimově, kde založil Vlastivědný sborník Pelhřimovska. V letech 1990–1995 studoval obor dějiny umění na Filozofické fakultě Masarykovy univerzity v Brně (prof. Z. Kudělka, J. Kroupa, M. Stehlík, J. Sedlář) a získal titul magistr.
Od roku 1998 působil jako diecézní konzervátor na Biskupství českobudějovickém a věnoval se dokumentaci a ochraně církevního mobiliáře. Je autorem knih a článků zabývajících se především církevním uměním a regionální vlastivědou. V letech 2015–2016 působil jako kastelán Státního zámku Vranov nad Dyjí a hradu Nový Hrádek u Lukova. Od roku 2017 je pracovníkem Moravského zemského muzea v Brně a kastelánem na Starém zámku v Jevišovicích. Je autorem řady studií a publikací, které ilustruje vlastními kresbami a fotografiemi.

## Publikace
- Sv. Jan Nepomucký ve výtvarném umění Pelhřimovska, Pelhřimov 1993.
- Pelhřimov. Obraz města v architektuře 19. a 20. století, Pelhřimov 1996.
- Poutní místa Českobudějovicka a Novohradska. Milostné obrazy, sochy a místa zvláštní zbožnosti, České Budějovice 2004.
- Poutní místa jihozápadní Moravy. Milostné obrazy, sochy a místa zvláštní zbožnosti, Pelhřimov 2005.
- Poutní místa jižních Čech. Milostné obrazy, sochy a místa zvláštní zbožnosti, České Budějovice 2006.
- Poutní místa Soběslavska a Třeboňska s přilehlou částí Dolních Rakous. Milostné obrazy, sochy a místa zvláštní zbožnosti, České Budějovice 2009.
- Poutní místa českobudějovické diecéze. Milostné obrazy, sochy a místa zvláštní zbožnosti, Pelhřimov 2013.
- Umělecké a kulturně-historické památky města Jevišovic, Vranov nad Dyjí 2018.
- Starý zámek v Jevišovicích a památky v okolí, Moravské zemské muzeum, Brno 2021.
- Sakrální kamenná plastika na Znojemsku, 1. vydání České Budějovice 2021; 2. vydání Moravské zemské muzeum, Brno 2022.
- Sakrální památky Vranova nad Dyjí, Městys Vranov nad Dyjí 2022.

### Kolektivní díla
- Pouť na Svatou Horu / Jakub Deml ; Pův. dřevoryty Aleš Florian ; Doslov Jiří Černý, Jan Tomášek, Okresní muzeum Pelhřimov 1994.
- Poutní místa Novohradských hor, in: V. Dudák (ed.), Novohradské hory a Novohradské podhůří. Příroda. Historie. Život, Baset 2006.
- Kult milostných mariánských obrazů ve výtvarném umění. Nástin nejčastěji zobrazovaných ikonografických typů na jižní Moravě, in: Filip A, Hradská H (ed.), O křesťanské výtvarné kultuře (sborník ze seminářů). Biskupství brněnské, 2006, s. 79–93.
- Křížové cesty v Čechách a na Moravě (ed. Jiří Mikulec), Academia Praha, 2025.

### Studie
- Mons. Bedřich Kamarýt – kněz, malíř, spisovatel, Výběr. Časopis pro historii a vlastivědu jižních Čech, 2001, roč. 28, 3, s. 260–277.
- Milostný obraz Panny Marie Budějovické a jeho multiplikace, Zprávy památkové péče, 2003, č. 5, s. 320 – 330.
- Kostel sv. Rodiny v Českých Budějovicích, Zprávy památkové péče, 2013, č. 2, s. 118-125.
- Zámecká kaple sv. Ludvíka v Jevišovicích a neznámé dílo Tobiáše Pocka, Sborník prací Státního okresního archivu Znojmo, 2019, s. 126-131.
- Ladislav Hůrek a jeho sochařské dílo na Znojemsku, Sborník prací Státního okresního archivu Znojmo, 2019, s. 144-157.

### Editor
Zahradník Pavel: Stěžeň, jenž drží loď. Dějiny mariánského sloupu na Staroměstském náměstí v Praze, České Budějovice 2023.